# Марганец
| 25        | Марганец |
| Mn54,9380 |          |
| 3d54s2    |          |

Ма́рганец (химический символ — Mn, от лат. Manganum) — химический элемент 7-й группы (по устаревшей классификации — побочной подгруппы седьмой группы, VIIB) четвёртого периода периодической системы химических элементов Д. И. Менделеева с атомным номером 25.
Простое вещество марганец — это твёрдый, но одновременно с этим, хрупкий переходный металл серебристо-белого цвета. Относится к цветным металлам.

## История открытия
Один из основных минералов марганца — пиролюзит — был известен в древности как чёрная магнезия и использовался при варке стекла для его осветления. Его считали разновидностью магнитного железняка, а тот факт, что он не притягивается магнитом, Плиний Старший объяснил женским полом чёрной магнезии, к которому магнит «равнодушен». В 1774 году шведский химик К. Шееле показал, что в руде содержится неизвестный металл. Он послал образцы руды своему другу химику Ю. Гану, который, нагревая в печке пиролюзит с углем, получил металлический марганец. В начале XIX века для него было принято название «манганум» (рус. марганец происходит от нем. Manganerz — магнезийная руда).

## Распространённость в природе
Марганец — 15-й элемент по распространённости на Земле (0,085 % массы земной коры).
В России является остродефицитным сырьём, известны месторождения: «Усинское» в Кемеровской области, «Полуночное» в Свердловской, «Порожинское» в Красноярском крае, «Южно-Хинганское» в Еврейской автономной области, «Рогачёво-Тайнинская» площадь и «Северо-Тайнинское» поле на Новой Земле. Большие запасы марганца обнаружены в Томторском месторождении в Якутии.

### Минералы марганца
- пиролюзит MnO2·xH2O, самый распространённый минерал (содержит 63,2 % марганца);
- манганит (бурая марганцевая руда) MnO(OH) (62,5 % марганца);
- браунит 3Mn2O3·MnSiO3 (69,5 % марганца);
- гаусманит (MnIIMn2III)O4 (72 % марганца);
- родохрозит (марганцевый шпат, малиновый шпат) MnCO3 (47,8 % марганца);
- псиломелан mMnO·MnO2·nH2O (45-60 % марганца);
- пурпурит Mn3+[PO4], (36,65 % марганца)[источник?].

## Физические свойства
Известны пять аллотропных модификаций марганца — четыре с кубической и одна с тетрагональной кристаллической решёткой.
Некоторые свойства приведены в таблице.
Другие свойства марганца:
- Работа выхода электрона: 4,1 эВ
- Коэффициент теплового расширения: 0,000022 K−1 (при 0 °C)
- Электропроводность: 0,00695⋅106 Ом−1·см−1
- Теплопроводность: 0,0782 Вт/(см·K)
- Энтальпия атомизации: 280,3 кДж/моль при 25 °C
- Энтальпия плавления: 14,64 кДж/моль
- Энтальпия испарения: 219,7 кДж/моль
- Твёрдость:
  - по шкале Бринелля: 196 МПа
  - по шкале Мооса: 4[9]
- Давление паров: 121 Па при 1244 °C
- Молярный объём: 7,35 см3/моль

## Химические свойства
| Окисленная форма | Восстановленная форма | Среда | E0, В  |
| ---------------- | --------------------- | ----- | ------ |
| Mn2+             | Mn                    | H+    | −1,186 |
| Mn3+             | Mn2+                  | H+    | +1,51  |
| MnO2             | Mn3+                  | H+    | +0,95  |
| MnO2             | Mn2+                  | H+    | +1,23  |
| MnO2             | Mn(OH)2               | OH−   | −0,05  |
| MnO42−           | MnO2                  | H+    | +2,26  |
| MnO42−           | MnO2                  | OH−   | +0,62  |
| MnO4−            | MnO42−                | OH−   | +0,56  |
| MnO4−            | H2MnO4                | H+    | +1,22  |
| MnO4−            | MnO2                  | H+    | +1,69  |
| MnO4−            | MnO2                  | OH−   | +0,60  |
| MnO4−            | Mn2+                  | H+    | +1,51  |

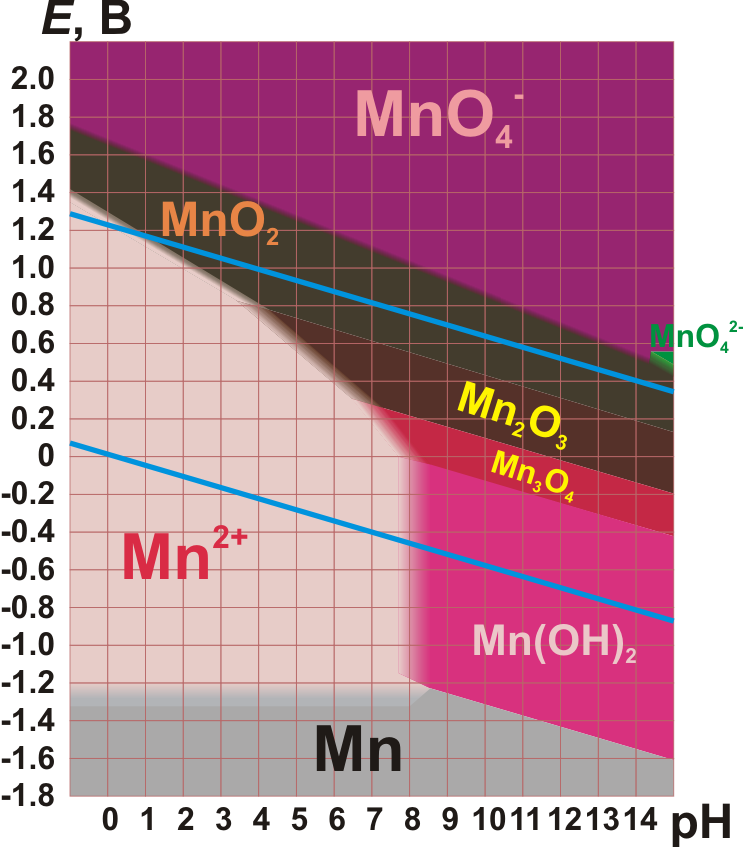
Диаграмма Пурбе для марганца

Характерные степени окисления марганца: 0, +2, +3, +4, +6, +7 (степени окисления +1, +5 малохарактерны, а степень окисления −1 встречается очень редко).
При окислении на воздухе пассивируется. Порошкообразный марганец сгорает в кислороде:
{\displaystyle {\ce {Mn + O2 -> MnO2}}}
Марганец при реакции с перегретым водяным паром, образует гидроксид, вытесняя водород:
{\displaystyle {\ce {Mn{}+2H2O->[^{\circ }t]Mn(OH)2{}+H2\uparrow }}}
При этом слой образующегося гидроксида марганца замедляет реакцию.
Марганец поглощает водород, с повышением температуры его растворимость в марганце увеличивается. При температуре выше 1200 °C взаимодействует с азотом, образуя различные по составу нитриды.
Углерод реагирует с расплавленным марганцем, образуя карбиды Mn3C и другие. Образует также силициды, бориды, фосфиды.
С соляной и серной кислотами реагирует по уравнению
{\displaystyle {\ce {Mn{}+2H^{+}->Mn^{2}+{}+H2\uparrow }}}
С концентрированной серной кислотой реакция идёт по уравнению
{\displaystyle {\ce {Mn{}+2H2SO4->MnSO4{}+SO2\uparrow +2H2O}}}
С разбавленной азотной кислотой реакция идёт по уравнению
{\displaystyle {\ce {3Mn{}+8HNO3->3Mn(NO3)2{}+2NO\uparrow +4H2O}}}
В щелочном растворе марганец устойчив.
Марганец образует следующие оксиды: MnO, Mn2O3, MnO2, MnO3 (не выделен в свободном состоянии) и марганцевый ангидрид Mn2O7.
Mn2O7 в обычных условиях — жидкое маслянистое вещество тёмно-зелёного цвета, очень неустойчивое; в смеси с концентрированной серной кислотой воспламеняет органические вещества. При 90 °C Mn2O7 разлагается со взрывом. Наиболее устойчивы оксиды Mn2O3 и MnO2, а также комбинированный оксид Mn3O4 (2MnO·Mn2O3, или соль Mn2MnO4).
При сплавлении оксида марганца(IV) (пиролюзит) со щелочами в присутствии кислорода образуются манганаты:
{\displaystyle {\ce {2 MnO2{}+ 4 KOH{}+ O2 -> 2 K2MnO4{}+ 2 H2O}}}
Раствор манганата имеет тёмно-зелёный цвет. При подкислении протекает реакция
{\displaystyle {\ce {3 K2MnO4{}+ 3 H2SO4 -> 3 K2SO4{}+ 2 HMnO4{}+ MnO(OH)2 v + H2O}}}
Раствор окрашивается в малиновый цвет из-за появления аниона MnO4−, и из него выпадает коричневый осадок оксида-гидроксида марганца(IV).
Марганцевая кислота очень сильная, но неустойчивая, её невозможно сконцентрировать более чем до 20 %. Сама кислота и её соли (перманганаты) — сильные окислители. Например, перманганат калия в зависимости от pH раствора окисляет различные вещества, восстанавливаясь до соединений марганца разной степени окисления. В кислой среде — до соединений марганца(II), в нейтральной — до соединений марганца(IV), в сильно щелочной — до соединений марганца(VI).
При прокаливании перманганаты разлагаются с выделением кислорода (один из лабораторных способов получения чистого кислорода). Реакция идёт по уравнению (на примере перманганата калия)
{\displaystyle {\ce {2KMnO4->[^{\circ }t]K2MnO4{}+MnO2{}+O2}}}
Под действием сильных окислителей ион Mn2+ переходит в ион MnO4−:
{\displaystyle {\ce {2 MnSO4{}+ 5 PbO2{}+ 6 HNO3 -> 2 HMnO4{}+ 2 PbSO4{}+ 3 Pb(NO3)2{}+ 2 H2O}}}
Эта реакция используется для качественного определения Mn2+ (см. в разделе «Определение методами химического анализа»).
При подщелачивании растворов солей Mn(II) из них выпадает осадок гидроксида марганца(II), быстро буреющий на воздухе в результате окисления. Подробное описание реакции см. в разделе «Определение методами химического анализа».
В нейтральных или кислых водных растворах ион Mn2+ образует окрашенный в бледно-розовый цвет аквакомплекс [Mn(H2O)6]2+.
Соли MnCl3, Mn2(SO4)3 неустойчивы. Гидроксиды Mn(OH)2 и Mn(OH)3 имеют основный характер, MnO(OH)2 — амфотерный. Хлорид марганца(IV) MnCl4 очень неустойчив, разлагается при нагревании, чем пользуются для получения хлора:
{\displaystyle {\ce {MnO2{}+4HCl->MnCl2{}+Cl2\uparrow +2H2O}}}
Нулевая степень окисления у марганца проявляется в соединениях с σ-донорными и π-акцепторными лигандами. Так, для марганца и известен карбонил состава Mn2(CO)10.
Известны и другие соединения марганца с σ-донорными и π-акцепторными лигандами (PF3, NO, N2, P(C5H5)3).
{\displaystyle {\ce {2 Na + Mn2{}(CO)10{}-> 2 Na[Mn(CO)5{}]}}}

## Получение
- Алюминотермическим методом, восстанавливая оксид Mn2O3, образующийся при прокаливании пиролюзита:
{\displaystyle {\ce {4 MnO2 -> 2 Mn2O3 + O2}}}
{\displaystyle {\ce {Mn2O3 + 2 Al -> 2 Mn + Al2O3}}}
- Восстановлением железосодержащих оксидных руд марганца коксом. Этим способом в металлургии обычно получают ферромарганец (~80 % Mn). {\displaystyle {\ce {MnO2 + 2C -> Mn + 2CO}}}
- Чистый металлический марганец получают электролизом.                                                                                                                 {\displaystyle {\ce {MnSO4 +2H2O ->[electrolysis] Mn + H2 + O2 + H2SO4}}}

## Изотопы
Марганец является моноизотопным элементом — в природе существует только один устойчивый изотоп 55Mn.
Все другие изотопы марганца нестабильны и радиоактивны, они получены искусственно. Известны 25 радиоактивных изотопов марганца, имеющие массовое число А в диапазоне от 44 до 70. Наиболее стабильными из них являются 53Mn (период полураспада T1/2 = 3,7 млн лет), 54Mn (T1/2 = 312,3 суток) и 52Mn (T1/2 = 5,591 суток). Преобладающим каналом распада лёгких изотопов марганца (А < 55) является электронный захват (и иногда конкурирующий с ним позитронный распад) в соответствующие изотопы хрома. У тяжёлых изотопов (А > 55) основным каналом распада является β−-распад в соответствующие изотопы железа. Известны также 7 изомеров (метастабильных возбуждённых состояний) с периодами полураспада более 100 нс.

## Применение в промышленности

### Применение в металлургии
Марганец в виде ферромарганца применяется для раскисления стали при её плавке, то есть для удаления из неё кислорода. Кроме того, он связывает серу, что также улучшает свойства сталей. Введение до 12—13 % Mn в сталь (так называемая сталь Гадфильда), иногда в сочетании с другими легирующими металлами, сильно упрочняет сталь, делает её твёрдой и сопротивляющейся износу и ударам (т. н. «наклёп»). Такая сталь используется для изготовления шаровых мельниц, землеройных и камнедробильных машин, броневых элементов и т. д. В «зеркальный чугун» вводится до 20 % Mn, применяемый при выплавке стали.
В 1920—1940-х годах применение марганца позволяло выплавлять броневую сталь. В начале 1950-х годов в журнале «Сталь» возникла дискуссия по вопросу о возможности снижения содержания марганца в чугуне, и тем самым отказа от поддержки определённого содержания марганца в процессе мартеновской плавки, в которой, вместе с В. И. Явойским и В. И. Баптизманским, принял участие Е. И. Зарвин, который на основе производственных экспериментов показал нецелесообразность существовавшей технологии. Позже он показал возможность ведения мартеновского процесса на маломарганцовистом чугуне. С пуском ЗСМК началась разработка передела низкомарганцовистых чугунов в конвертерах.
Сплав 83 % Cu, 13 % Mn и 4 % Ni (манганин) обладает высоким электросопротивлением, мало изменяющимся с изменением температуры. Поэтому его применяют для изготовления реостатов и пр.
Марганец вводят в бронзы и латуни.

### Применение в химии
Значительное количество диоксида марганца потребляется при производстве марганцево-цинковых гальванических элементов, MnO2 используется в таких элементах в качестве окислителя-деполяризатора.
Соединения марганца также широко используются как в тонком органическом синтезе (MnO2 и KMnO4 в качестве окислителей), так и промышленном органическом синтезе (компоненты катализаторов окисления углеводородов, например, в производстве терефталевой кислоты окислением p-ксилола, окисление парафинов в высшие жирные кислоты).
Арсенид марганца обладает гигантским магнитокалорическим эффектом, усиливающимся под давлением.
Теллурид марганца — перспективный термоэлектрический материал (термо-ЭДС 500 мкВ/К).

## Определение методами химического анализа
Марганец принадлежит к пятой аналитической группе катионов.
Специфические реакции, используемые в аналитической химии для обнаружения катионов Mn2+, следующие:
1. Едкие щёлочи с солями марганца(II) дают белый осадок гидроксида марганца(II):
{\displaystyle {\mathsf {MnSO_{4}+2KOH\rightarrow Mn(OH)_{2}\downarrow +K_{2}SO_{4}}}}
{\displaystyle {\mathsf {Mn^{2+}+2OH^{-}\rightarrow Mn(OH)_{2}\downarrow }}}
Осадок на воздухе меняет цвет на бурый из-за окисления кислородом воздуха.
Выполнение реакции. К двум каплям раствора соли марганца добавляют две капли раствора щёлочи. Наблюдают изменение цвета осадка.
2. Пероксид водорода в присутствии щёлочи окисляет соли марганца(II) до тёмно-бурого соединения марганца(IV):
{\displaystyle {\mathsf {MnSO_{4}+H_{2}O_{2}+2NaOH\rightarrow MnO(OH)_{2}\downarrow +Na_{2}SO_{4}+H_{2}O}}}
{\displaystyle {\mathsf {Mn^{2+}+H_{2}O_{2}+2OH^{-}\rightarrow MnO(OH)_{2}\downarrow +H_{2}O}}}
Выполнение реакции. К двум каплям раствора соли марганца добавляют четыре капли раствора щёлочи и две капли раствора H2O2.
3. Диоксид свинца PbO2 в присутствии концентрированной азотной кислоты при нагревании окисляет Mn2+ до MnO4− с образованием марганцевой кислоты малинового цвета:
{\displaystyle {\mathsf {2MnSO_{4}+5PbO_{2}+6HNO_{3}\rightarrow 2HMnO_{4}+2PbSO_{4}\downarrow +3Pb(NO_{3})_{2}+2H_{2}O}}}
{\displaystyle {\mathsf {2Mn^{2+}+5PbO_{2}+4H^{+}\rightarrow 2MnO_{4}^{-}+5Pb^{2+}+2H_{2}O}}}
Эта реакция даёт отрицательный результат в присутствии восстановителей, например хлороводородной кислоты и её солей, так как они взаимодействуют с диоксидом свинца, а также с образовавшейся марганцевой кислотой. При больших количествах марганца провести эту реакцию не удаётся, так как избыток ионов Mn2+ восстанавливает образующуюся марганцевую кислоту HMnO4 до MnO(OH)2, и вместо малиновой окраски появляется бурый осадок. Вместо диоксида свинца для окисления Mn2+ в MnO4− могут быть использованы другие окислители, например, персульфат аммония (NH4)2S2O8 в присутствии катализатора — ионов Ag+ или висмутат натрия NaBiO3:
{\displaystyle {\mathsf {2MnSO_{4}+5NaBiO_{3}+16HNO_{3}\rightarrow 2HMnO_{4}+5Bi(NO_{3})_{3}+NaNO_{3}+2Na_{2}SO_{4}+7H_{2}O}}}
Выполнение реакции. В пробирку вносят стеклянным шпателем немного PbO2, а затем 5 капель концентрированной азотной кислоты HNO3 и нагревают смесь на кипящей водяной бане. В нагретую смесь добавляют 1 каплю раствора сульфата марганца(II) MnSO4 и снова нагревают 10—15 мин, встряхивая время от времени содержимое пробирки. Дают избытку диоксида свинца осесть и наблюдают малиновую окраску образовавшейся марганцевой кислоты.
При окислении висмутатом натрия реакцию проводят следующим образом. В пробирку помещают 1—2 капли раствора сульфата марганца(II) и 4 капли 6 н. HNO3, добавляют несколько крупинок висмутата натрия и встряхивают. Наблюдают появление малиновой окраски раствора.
4. Сульфид аммония (NH4)2S осаждает из раствора солей марганца сульфид марганца(II), окрашенный в телесный цвет:
{\displaystyle {\mathsf {MnSO_{4}+(NH_{4})_{2}S\rightarrow MnS\downarrow +(NH_{4})_{2}SO_{4}}}}
{\displaystyle {\mathsf {Mn^{2+}+S^{2-}\rightarrow MnS\downarrow }}}
Осадок легко растворяется в разбавленных минеральных кислотах и даже в уксусной кислоте.
Выполнение реакции. В пробирку помещают 2 капли раствора соли марганца(II) и добавляют 2 капли раствора сульфида аммония.

## Биологическая роль и содержание в живых организмах
Марганец содержится в организмах всех растений и животных, хотя его содержание обычно очень мало, порядка тысячных долей процента, он оказывает значительное влияние на жизнедеятельность, то есть является микроэлементом. Марганец оказывает влияние на рост, образование крови и функции половых желёз. Особо богаты марганцем листья свёклы и плоды дуриана — до 0,03 %, а также большие его количества содержатся в организмах рыжих муравьёв — до 0,05 %. Некоторые бактерии содержат до нескольких процентов марганца.
Избыточное накопление марганца в организме сказывается, в первую очередь, на функционировании центральной нервной системы. Это проявляется в утомляемости, сонливости, ухудшении функций памяти. Марганец является политропным ядом, поражающим также лёгкие, сердечно-сосудистую и гепатобиллиарную системы, вызывает аллергический и мутагенный эффект.

## Токсичность
Токсическая доза для человека составляет 40 мг марганца в день. Летальная доза для человека не определена.
При пероральном поступлении марганец относится к наименее ядовитым микроэлементам. Главными признаками отравления марганцем у животных являются угнетение роста, понижение аппетита, нарушение метаболизма железа и изменение функции мозга.
Сообщений о случаях отравления марганцем у людей, вызванных приёмом пищи с высоким содержанием марганца, нет. В основном отравление людей наблюдается в случаях хронической ингаляции больших количеств марганца на производстве. Оно проявляется в виде тяжёлых нарушений психики, включая гиперраздражительность, гипермоторику и галлюцинации — «марганцевое безумие». В дальнейшем развиваются изменения в экстрапирамидной системе, подобные болезни Паркинсона.
Чтобы развилась клиническая картина хронического отравления марганцем, обычно требуется несколько лет. Она характеризуется достаточно медленным нарастанием патологических изменений в организме, вызываемых повышенным содержанием марганца в окружающей среде (в частности, распространение эндемического зоба, не связанного с дефицитом иода).